# Julián Barcina
Barcina  Aguinaco est un nom espagnol. Le premier nom de famille, en général paternel, est Barcina ; le second, en général maternel, souvent omis, est Aguinaco.
Julián Barcina Aguinaco (né le 31 octobre 1966, à Barakaldo) est un coureur cycliste espagnol, qui a évolué au niveau professionnel avec l'équipe Euskadi. Bon grimpeur, il a notamment terminé troisième de la Subida al Naranco en 1994.

## Palmarès
- 1989
  - Subida a Gorla
- 1991
  - Tour de la Bidassoa
  - 2e de la Subida a Gorla
- 1992
  - Subida a Altzo
  - 2e de la Subida a Gorla
- 1993
  - Subida a Gorla
- 1994
  - 3e de la Subida al Naranco